# Světový pohár v biatlonu 2015/2016 – Hochfilzen
2. podnik Světového poháru v biatlonu v sezóně 2015/16 probíhal od 11. do 13. prosince 2015 ve rakouském Hochfilzenu. Na programu podniku byly štafety mužů a žen, závody ve sprintech a stíhací závody.

## Program závodů
Program podle oficiálních stránek:
| Datum        | Disciplína           | Začátek (SEČ) | Počet závodníků |
| ------------ | -------------------- | ------------- | --------------- |
| 11. prosince | Sprint (ženy)        | 11:30         | 106             |
| 11. prosince | Sprint (muži)        | 14:30         | 108             |
| 12. prosince | Stíhací závod (ženy) | 11:30         | 55              |
| 12. prosince | Stíhací závod (muži) | 14:30         | 59              |
| 13. prosince | Štafeta ženy         | 11:15         | 22 týmů         |
| 13. prosince | Štafeta muži         | 14:30         | 27 týmů         |

## Průběh závodů

### Sprinty
V závodu žen, kterému přálo počasí, překvapila Lucie Charvátová. Tato bývalá specialistka v běhu na lyžích zastřílela jen s jednou chybou a velmi rychle běžela. Průběžně byla dokonce třetí, ale v posledním kole už ztrácela síly a v cíli si o jedno místo pohoršila. Mezi posledními závodnicemi však vyjela neznámá Němka Maren Hammerschmidtová, které střílela čistě a dostala se na druhou pozici. Charvátová tak sice klesla na páté místo, přesto to byl velký úspěch: v dosavadních závodech dojela nejlépe padesátá. Gabriela Soukalová běžela také velmi rychle a s jednou nepřesnou ranou vstoje doběhla osmá; přesto se udržela v průběžném vedení světového poháru. Ostatní české reprezentantky chybovaly více, ale dobře běžely, takže všechny skončily do 47. místa a vybojovaly si tak start v návazném stíhacím závodu. V závodě zvítězila – poprvé v kariéře – Němka Franziska Hildebrandová. Třetí dojela Miriam Gössnerová a tak Němky obsadily všechna místa na stupních vítězů.
V závodě mužů zvítězil Simon Schempp, který startoval mezi prvními, byl bezchybný a průběžně vedl. Mezi posledními naopak vyjel na trať Tarjei Bø, který také čistě střílel a po druhé střelbě odjížděl se ztrátou jen 5 sekund na Schempa. Poslední kolo však ztrácel a skončil třetí za Martinem Fourcadem, který chyboval jednou při první střelbě. Českým reprezentantům se opět nedařilo – nejlepší skončil Ondřej Moravec také s jednou chybou vleže. Ostatní stříleli špatně, většinou i pomalu běželi a skončili v poli poražených.

### Stíhací závody
Česká naděje Lucie Charvátová, která startovala jako pátá, nezačala svůj závod nejlépe, když při první položce vleže dvakrát chybovala. V dalších dvou střelbách udělala jen jednu chybu a dostala se na 15. místo, avšak při poslední položce vstoje chybovala třikrát. V cíli i díky rychlému času střelby skončila na solidním 22. místě. Lépe se dařilo Gabriele Soukalové, která zpočátku střílela čistě a rychlým během se dostala na druhé místo. Při poslední střelbě jako většina jejích soupeřek udělala jednu chybu a ze střelnice odjížděla čtvrtá. Před ní bylo německé trio Laura Dahlmeierová, Maren Hammerschmidtová a Franziska Hildebrandová. Soukalová brzo předjela Hildebrandovou, ale dostihnout Hammerschmidtovou se jí už nepodařilo. Přesto se v cíli usmívala - podařilo se jí udržet žlutočervené startovní číslo vedoucí závodnice světového poháru i do příštího závodu v Pokljuce. Ostatním českým závodnicím se především vinou většího počtu chyb na střelnici nedařilo.
Podobně jako v předchozím stíhacím závodu v Östersundu vyhrál běh v Hochfilzenu Martin Fourcade. Nebylo to však suverénní vítězství způsobem start–cíl jako před týdnem: Fourcade vybíhal až za Simonem Schemppem a když jej koncem druhého kola dojel, udělal na střelnici dvě chyby a zase musel vedoucí závodníky dojíždět. Před poslední střelbou se mu podařilo dostat do čela a ukázal, že si jej dokáže udržet i před stejně rychle běžícím Schempppem. Čeští reprezentanti si mírně polepšili své pozice oproti startu; nejlepší skončil Ondřej Moravec na 20. pozici. "Dneska bych ten závod hodnotil spíš dobře,“ komentoval jejich výkon reprezentační trenér Rybář.

### Štafety
Český tým žen, který patřil po vítězství v této disciplíně v minulém ročníku světového poháru k jedním z favoritů, nasadil na třetí úsek premiérově Lucii Charvátovou, které se předchozí závody vydařily výrazně lépe než Jitce Landové. Závod rozbíhala Eva Puskarčíková, která sice ve střelbách vždy jednou chybovala a z položky vstoje odjížděla až na 6. místě, ale v polovině posledního kola předjela všechny soupeřky a předávala jako první Gabriele Soukalové. Ta si stále udržovala náskok před soupeřkami, a i když v posledním kole trochu ztratila, předávala první. Lucie Charvátová si jako nováček vedla zpočátku velmi dobře: při střelbě vleže udělala jednu chybu, ale nejbližším soupeřkám se nedařilo lépe, a tak se česká štafeta udržovala v čele s náskokem až 12 sekund. Vstoje však Charvátová nestřílela přesně, nestačily jí ani tři náhradní náboje a musela na jedno trestné kolo. Odjela pátá se ztrátou 28 sekund a i když do předávky mírně stáhla náskok vedoucích Němek, dostaly se před ní ještě štafety Itálie a Švédska.
Veronika Vítková na posledním úseku začala výrazně stahovat náskok soupeřek, ale ukázala, že střelba vleže se jí v této sezóně nedaří: s třemi chybami opět na soupeřky ztratila. I když v posledním kole předjela Běloruskou štafetu a stáhla desetisekundovou ztrátu na Polky a Francouzky, předjet je už nedokázala a dojela těsně šestá. Závod byl dramatický do posledního okruhu, do kterého vyjížděly Italka Dorothea Wiererová a Němka Franziska Preussová prakticky stejně. Na trati se několikrát předjely a do cílové rovinky najížděla první Německá štafeta, ale Wiererová ukázala ve finiši svou rychlost a zvítězila o 0,2 sekundy.
Závod mužů se české štafetě nepovedl. Na první střelbu přijel sice Michal Krčmář mezi prvními, ale z osmi ran zasáhl jen tři terče a po dvou trestných kolech posunul české družstvo na poslední místo. Trenér Ondřej Rybář přiznal, že ač bývá diplomatický, nešel tentokrát pro ostrá slova daleko. Ani další čeští závodníci nestříleli dobře, na střelnici udělal každý aspoň tři chyby, a tak česká štafeta skončila na 16. místě. Vyhráli Rusové, kteří se stále pohybovali mezi nejlepšími štafetami. V posledním úseku se pak výborně běžící Anton Šipulin dostal před Nora Svendsena, už před poslední zatáčkou získal dostatečný odstup a dojel s třísekundovým náskokem do cíle jako první.

## Pořadí zemí
| Pořadí | Země     | 1. místo | 2. místo | 3. místo | Celkově |
| ------ | -------- | -------- | -------- | -------- | ------- |
| 1.     | Německo  | 3        | 4        | 1        | 8       |
| 2.     | Francie  | 1        | 1        | 1        | 3       |
| 3.     | Rusko    | 1        | 0        | 1        | 2       |
| 4.     | Itálie   | 1        | 0        | 0        | 1       |
| 5.     | Norsko   | 0        | 1        | 1        | 2       |
| 6.     | Česko    | 0        | 0        | 1        | 1       |
| 6.     | Ukrajina | 0        | 0        | 1        | 1       |
|        | Celkem   | 6        | 6        | 6        | 18      |

## Umístění na stupních vítězů

### Muži
| Disciplína              | První místo                                                          | Výkon     | Druhé místo                                                                  | Výkon     | Třetí místo                                                                   | Výkon     |
| Sprint (10 km)          | Simon Schempp                                                        | 23:52,4   | Martin Fourcade                                                              | 24:02,2   | Tarjei Bø                                                                     | 24:11,2   |
| Stíhací závod (12,5 km) | Martin Fourcade                                                      | 31:19,9   | Simon Schempp                                                                | 31:28,8   | Anton Šipulin                                                                 | 31:39,0   |
| Štafeta (4×7,5 km)      | Rusko Alexej Volkov Jevgenij Garaničev Dmitrij Malyško Anton Šipulin | 1:11:40,8 | Norsko Henrik L'Abée-Lund Johannes Thingnes Bø Tarjei Bø Emil Hegle Svendsen | 1:11:43,9 | Francie Simon Fourcade Quentin Fillon Maillet Simon Desthieux Martin Fourcade | 1:12:42,7 |

### Ženy
| Disciplína              | První místo                                                                         | Výkon     | Druhé místo                                                                                | Výkon     | Třetí místo                                                                   | Výkon     |
| Sprint (7,5 km)         | Franziska Hildebrandová                                                             | 20:04,1   | Maren Hammerschmidtová                                                                     | 20:19,2   | Miriam Gössnerová                                                             | 20:25,1   |
| Stíhací závod (10 km)   | Laura Dahlmeierová                                                                  | 28:23,6   | Maren Hammerschmidtová                                                                     | 28:36,6   | Gabriela Soukalová                                                            | 28:41,8   |
| Štafeta (ženy) (4×6 km) | Itálie Lisa Vittozziová Karin Oberhoferová Federica Sanfilippová Dorothea Wiererová | 1:05:32,6 | Německo Franziska Hildebrandová Maren Hammerschmidtová Vanessa Hinzová Franziska Preussová | 1:05:32,8 | Ukrajina Julija Džymová Olga Abramovová Valentyna Semerenková Olena Pidhrušná | 1:05:45,7 |